# Holoskovîci, Brodî
Holoskovîci (în ucraineană Голосковичі) este un sat în comuna Ponîkovîțea din raionul Brodî, regiunea Liov, Ucraina.

## Demografie
Componența lingvistică a localității Holoskovîci
     Ucraineană (99,62%)
     Alte limbi (0,38%)
Conform recensământului din 2001, majoritatea populației localității Holoskovîci era vorbitoare de ucraineană (99,62%), existând în minoritate și vorbitori de alte limbi.